# 高威大学
戈尔韦大學（英語：University of Galway）是爱尔兰国立大学的一所成員大学，位于爱尔兰共和国戈尔韦。

## 历史

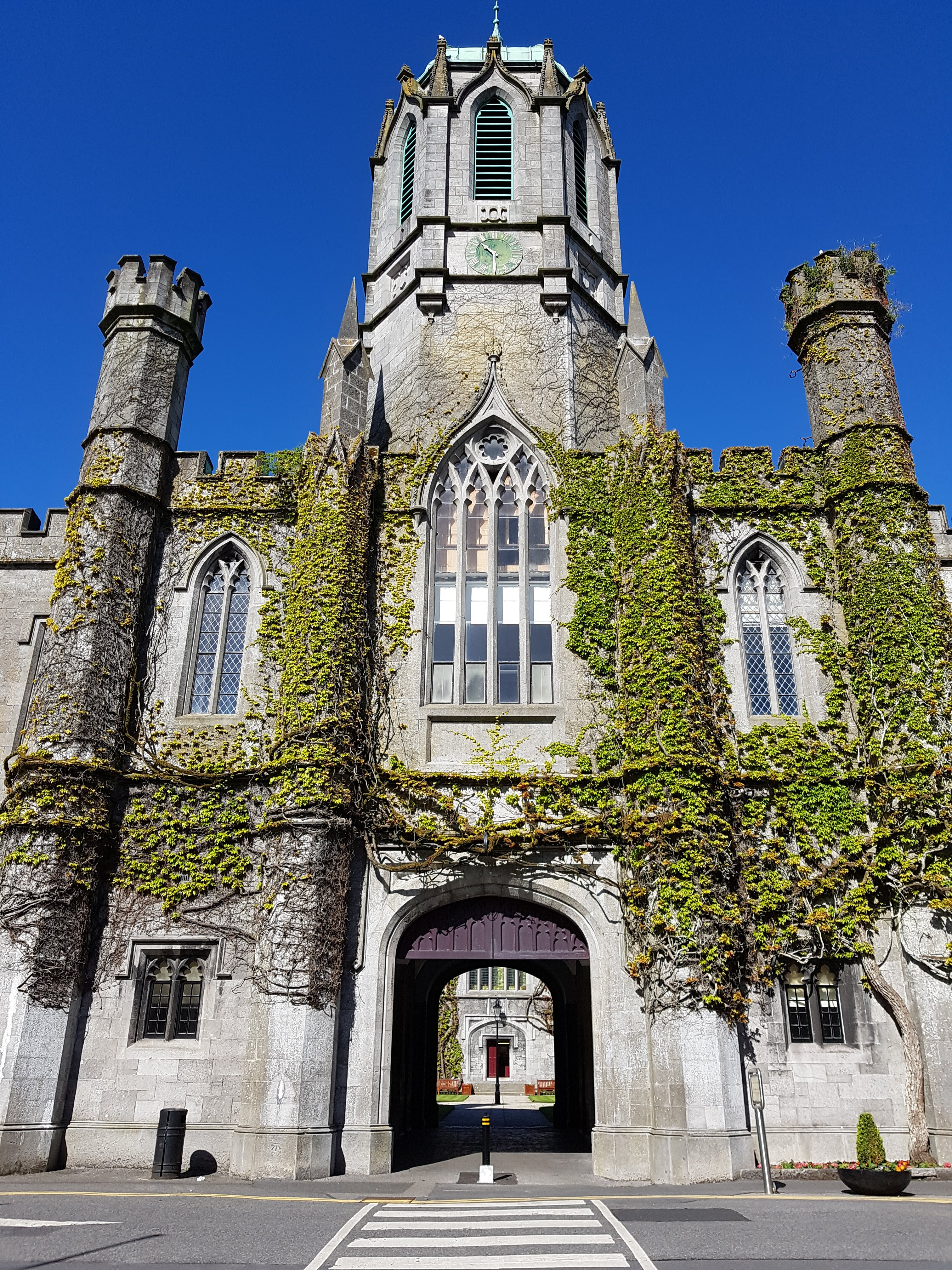
大学标志建筑“Quadrangle”

学校始建于1845年，当时称作戈尔韦女王学院（Queen's College, Galway），1849年开始授课。1970年代之后扩张，由斯科特·塔隆·沃特设计了一批新建筑。爱尔兰总理伯蒂·埃亨2009年在该大学发表公共演说主张恢复学费，结果被学生们驱逐出会场。

## 排名
该大学是爱尔兰最好的大学之一，曾多次获《星期日泰晤士报》评为“爱尔兰年度大学”。国际排名在200-400之间。

## 知名校友
- 麥克·希金斯，爱尔兰共和国第9任总统。
- 恩达·肯尼，爱尔兰政治家，现任爱尔兰统一党领袖和爱尔兰总理。
- 格拉涅·肖哲，爱尔兰新闻记者。
- 馬田·辛，美国演员。

## 外链
- 官方網站 （页面存档备份，存于）